# Sung Kang
Sung Kang (kor. Kang Sung-Ho; 강성호; ur. 8 kwietnia 1972 w Gainesville, w stanie Georgia) – amerykański aktor i producent pochodzenia koreańskiego. Wystąpił w pięciu filmach z serii Szybcy i wściekli w roli Hana Lue, którą po raz pierwszy zagrał w dramacie kryminalnym Justina Lina Better Luck Tomorrow (2002). W 2013 został właścicielem restauracji Saketini w Brentwood, w Kalifornii. W 2012 na VC FilmFest - Los Angeles Asian Pacific Film Festival otrzymał nagrodę specjalną Jury za występ jako JP w komediodramacie Sunset Stories (2012), a w 2016 na tymże festiwalu za rolę Mitcha Kayne’a w dreszczowcu romantycznym Pali Road (2015) odebrał nagrodę za całokształt twórczości.

## Filmografia

### Filmy
- 2001: Pearl Harbor jako słuchacz / tłumacz języka japońskiego
- 2002: Better Luck Tomorrow jako Han
- 2002: Antwone Fisher jako recepcjonista
- 2004: 9:30 (film krótkometrażowy) jako Chan Kin Fai
- 2004: Znamię wojownika (Forbidden Warrior) jako Doran
- 2005: Motel (The Motel) jako Sam Kim
- 2006: Undoing jako Samuel
- 2006: Szybcy i wściekli: Tokio Drift (The Fast and the Furious: Tokyo Drift) jako Han Lue
- 2007: Finishing the Game: The Search for a New Bruce Lee jako Colgate Kim
- 2007: Zabójca (War) jako Goi
- 2007: Szklana pułapka 4.0 (Live Free or Die Hard) jako Raj
- 2009: Ninja Assassin jako Hollywood
- 2009: Szybko i wściekle (Fast & Furious) jako Han Lue
- 2011: Szybcy i wściekli 5 (Fast Five) jako Han Lue
- 2012: Sunset Stories jako JP
- 2012: Kula w łeb (Bullet to the Head) jako Taylor Kwon
- 2013: Szybcy i wściekli 6 (Fast Furious 6) jako Han Seogh-Oh
- 2015: Szybcy i wściekli 7 (Furious 7) jako Han Seogh-Oh
- 2021: Szybcy i wściekli 9 (F9) jako Han Seogh-Oh
- 2024: Kod 8 jako detektyw Park

### Seriale TV
- 1999: Felicity jako student
- 2000: Stan wyjątkowy (Martial Law) jako Xian Law
- 2001: Nowojorscy gliniarze (NYPD Blue) jako mundurowy Azjata
- 2000: Przyjaciółki (Girlfriends) jako barman
- 2002: Spin City jako George
- 2003: Świat gliniarzy (The Shield) jako Malcom Rama
- 2004: Raport o zagrożeniach (Threat Matrix) jako Ray Lee
- 2004: Dowody zbrodni (Cold Case) jako Sen Dhiet / Varin Toan
- 2004: Bez śladu (Without a Trace) jako Deke
- 2005: Detektyw Monk (Monk) jako pan Huang (uczeń)
- 2006: Impas (Standoff) jako David Lau
- 2006: CSI: Kryminalne zagadki Miami jako Lee Choi
- 2006–2008: Mad TV jako Prezydent Gin Kew Yun Chun Yew Nee
- 2008: Nieustraszony (Knight Rider) jako Johnny Chang
- 2008: CSI: Kryminalne zagadki Las Vegas jako Jang
- 2009: Detektyw Monk (Monk) jako Vince Kuramoto
- 2009: Mental: Zagadki umysłu jako Jimmy
- 2014: Piętno gangu (Gang Related) jako Tae Kim
- 2014: Robot Chicken - głos
- 2016: Głowa rodziny (Family Guy) jako aktor opery mydlanej (głos)
- 2016: Hawaii Five-0 jako Dae Wan
- 2016–2018: Power jako asystent prokuratora USA John Mak
- 2018: Magnum: Detektyw z Hawajów (Magnum P.I.) jako porucznik Yoshi Tanaka
- 2019: Whiskey Cavalier jako Daniel Lou
- 2021: Historia Lisey (Lisey's Story) jako Dan Beckman
- 2022: Obi-Wan Kenobi jako Piąty Brat